# الغويط (المهرة)

تعديل مصدري - تعديل

الغويط هي إحدى قرى مديرية المسيلة التابعة لمحافظة المهرة، بلغ تعداد سكانها 50 نسمة حسب تعداد اليمن لعام 2004.